# Здание Исполнительной власти города Баку
Здание Исполнительной власти города Баку (первоначально — здание Бакинской городской думы) — административное здание в стиле барокко, расположенное в Баку по адресу улица Истиглалият, 4. Памятник архитектуры государственного значения. В здании размещается мэрия города Баку.
Построено по проекту польского архитектора Юзефа Гославского. Основные работы были выполнены в 1900—1904 годах. В 1904 году Гославский умер и работы были завершены под руководством Казимира Скуревича. В 1911—1912 годах под руководством Иосифа Плошко был построен один из боковых флигелей и тем самым был завершён проект Гославского.

## История

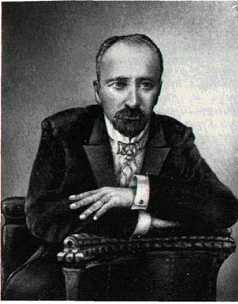
Архитектор дворца Гославский

### Этапы формирования исполнительной власти города Баку
- Бакинская городская дума. Основана в 1870 году. Здание строилось в течение 1900-1904 годов.
- Исполнительный кабинет Бакинского городского Совета Депутатов Трудящихся (1939-1977)[3].
- Исполнительный кабинет Бакинского городского Совета Народных Депутатов (1977-1991).
- Исполнительная власть города Баку – с 1991 года по настоящее время[4].

18 мая 1900 года началось строительство здания  Бакинской городской думы (ныне здание исполнительной власти города Баку) .
В советский период в здании располагался Баксовет, сегодня здесь размещается Исполнительная власть азербайджанской столицы - бакинская мэрия.
Постановлением № 132 Кабинета министров Азербайджанской Республики от 2 августа 2001 года, здание исполнительной власти города Баку было внесено в список значимых архитектурных строений страны.

## Структура здания
В 1898 году была создана Строительная комиссия, которая должна была следить за выполнением всех конструкций. Участниками Комиссии являлись Ю. Гославский, И. Плошко, К. Скуревич и А. Эйхлер. Скуревичем был подготовлен эскиз здания, одобренный 18 июля 1898 года со стороны Комиссии.  
Строительство здания было поручено Ю. Гославскому. 1898 год считается поворотным пунктом в жизни автора проекта: Бакинская мусульманская женская школа, здание Бакинской думы (1900-1904), Здание Бакинского отделения Императорского русского технического общества (1898-1899), Здание профессиональной технической школы (1898-1900).
В газете «Кавказ» Гославский упоминается как бакинский Растрелли, основавший в столице кавказской Пенсильвании дворец.  
Согласно проекту, намечалось строительство двухэтажного корпуса, включающего в себя полуподвальный этаж. Однако, позже гласные члены Городской думы внесли изменения в проект: построить здание в три этажа с флигелями. Изменения были одобрены Главноначальствующим Кавказской администрацией князем Г. Голицыным.
Здание было построено на основе схем классического образца и в итальянском стиле барокко. Для облицовки фасадных сторон использовался известняк высокого качества. Позднее из Италии был привезён красный кирпич, использовавшийся в декоративных целях, и цветной мрамор. На фасаде здания изображены мифические животные.
Здание построено симметрично.
Раньше  на здании висела табличка, сообщавшая, что "в 1925-1928 годы здесь встречался с представителями трудящихся города Баку пролетарский писатель Алексей Максимович Горький."
Бакинский городской голова А. И. Новиков отмечал, что здание:
```
   «Строили роскошно, в 400 000 руб., по смете, большое, в несколько этажей, с мраморными лестницами, с красным, особо прочным кирпичом для обшивки некоторых частей фасада, выписанным из-за границы» .
```

В здании по сегодняшний день хранится Герб города Баку. На нём обозначено три факела золотистого цвета.

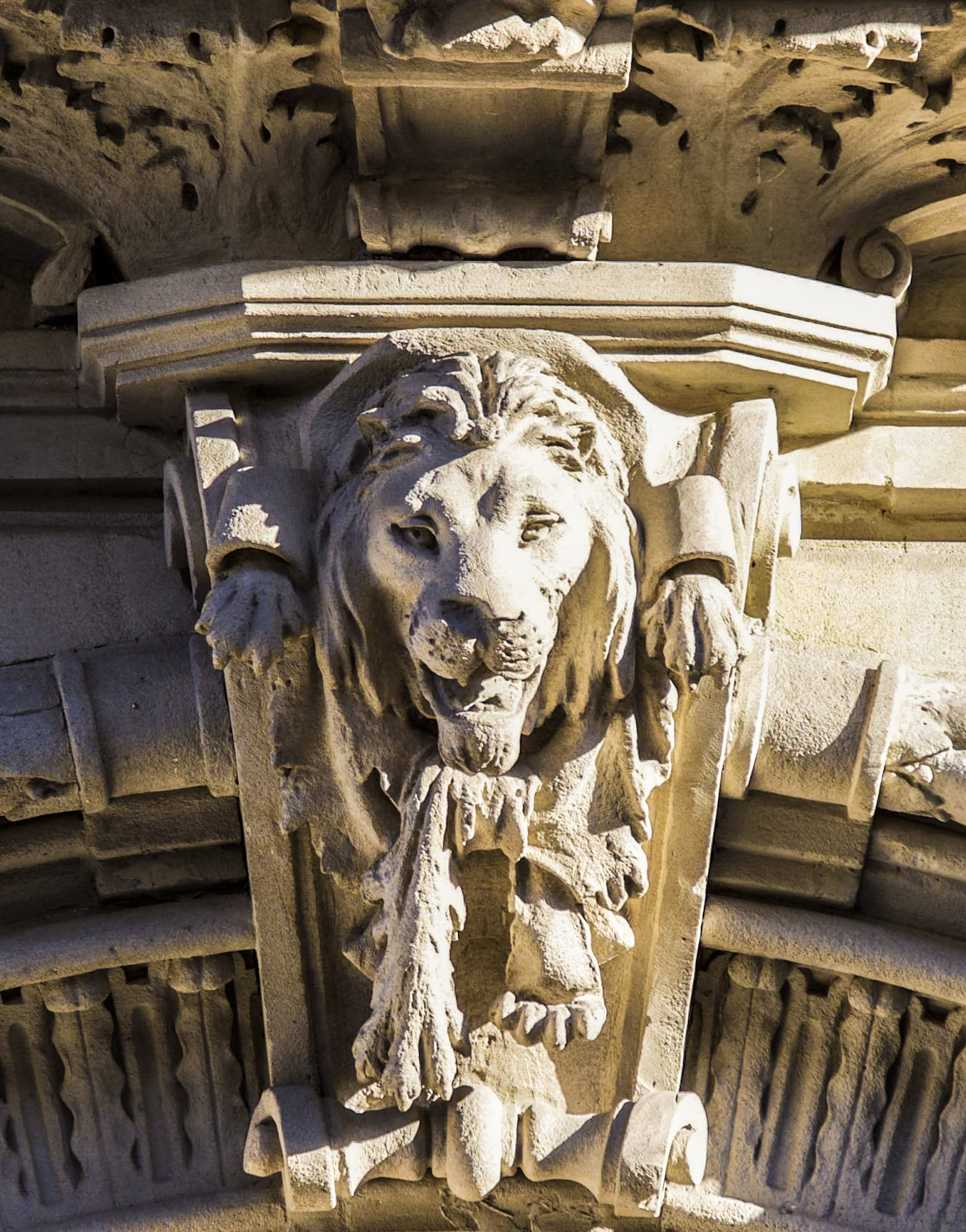
Детали фасада
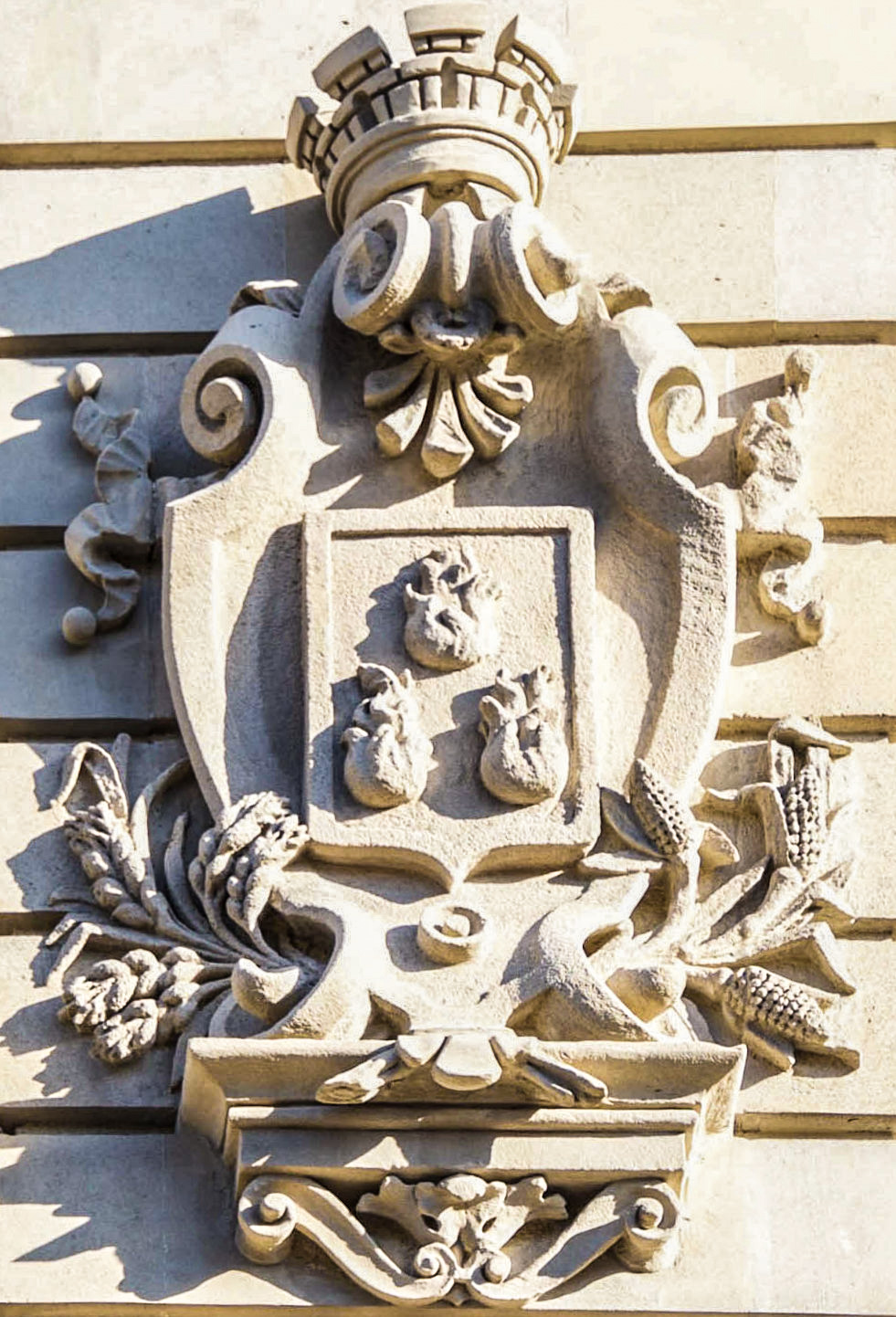
Герб на фасаде здания
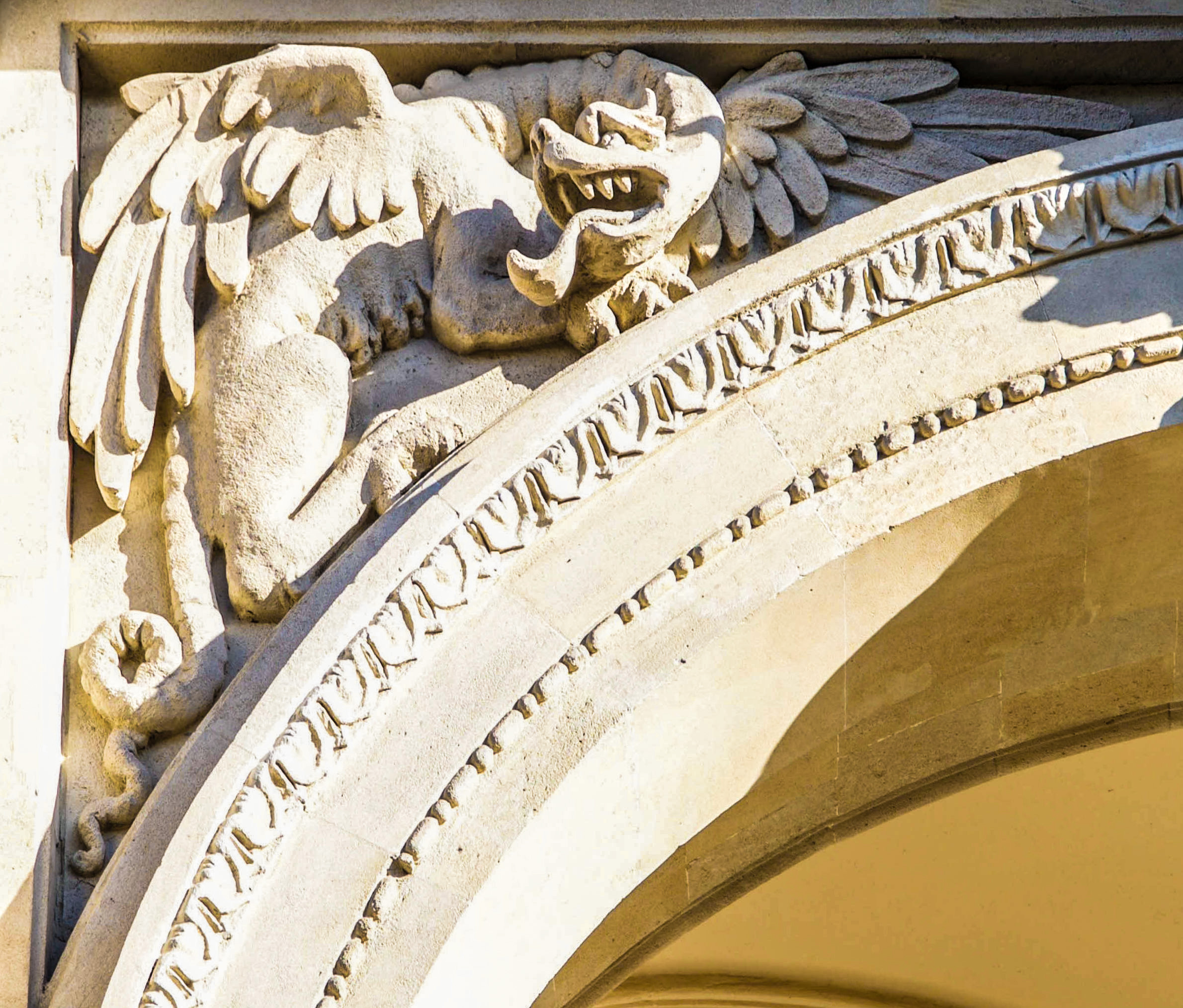
Детали фасада
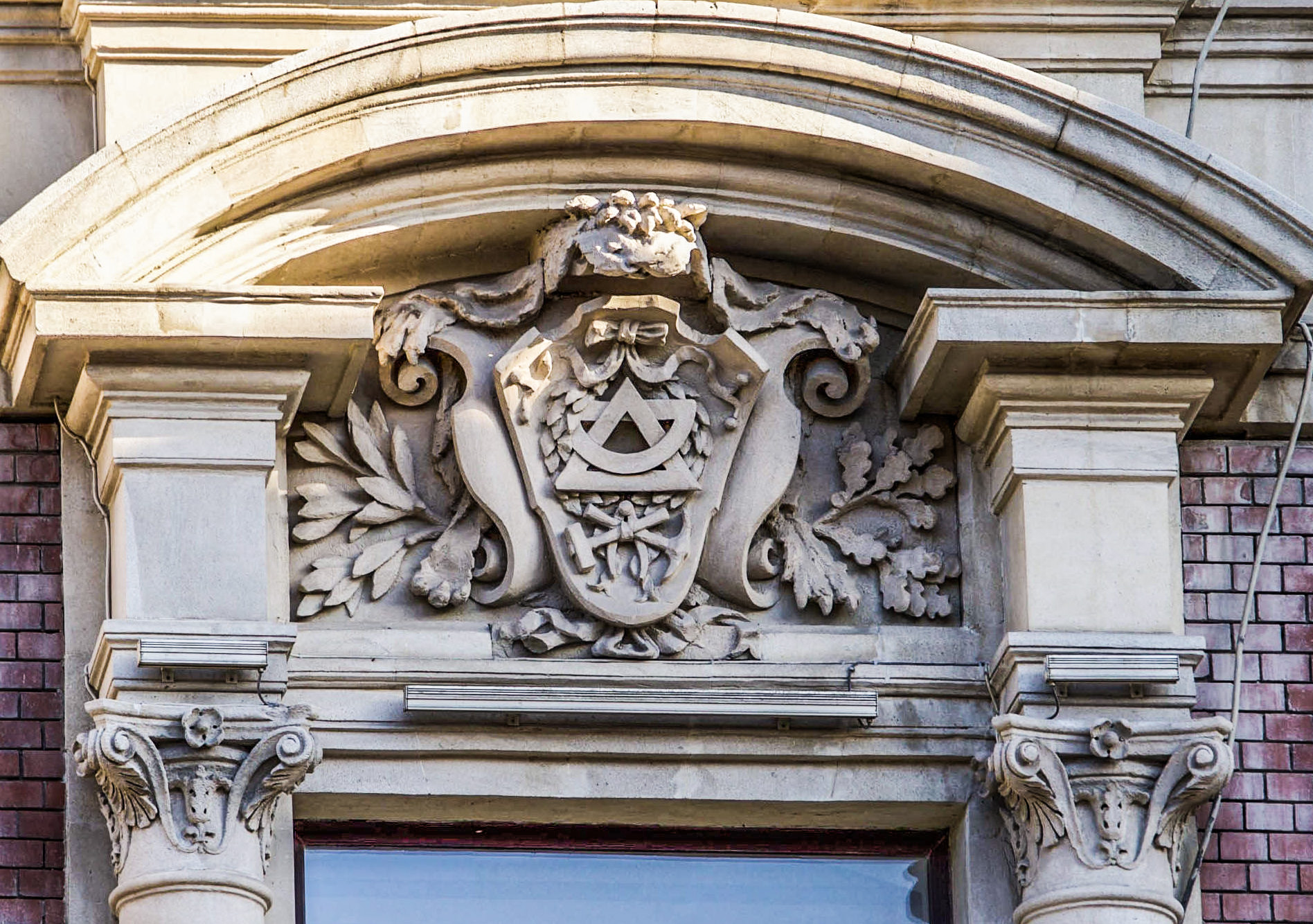
Портик
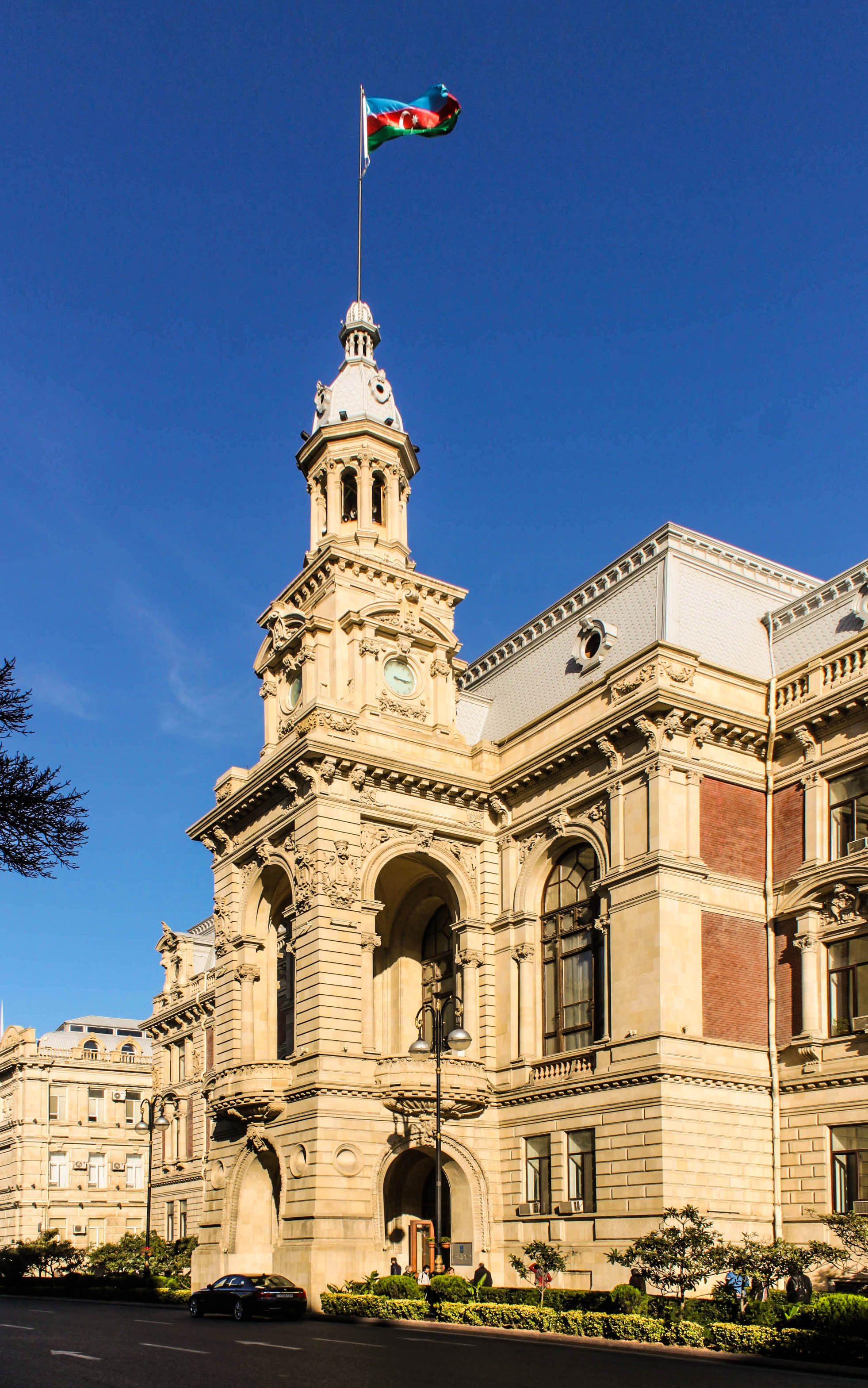
Вид башни

## Строительство здания
7 мая 1889 года Гославский выступил с официальной речью на заседании Строительной комиссии. По его подсчётам, на постройку самого здания требовалось около 183.294 рублей, на системы вентиляции и отопления - 28.475 рублей, и таким образом, всего 230.523 рублей. 
18 мая 1900 года произошло торжественное заложения фундамента первого в городе здания, как административной единицы для частных услуг. При строительстве здания главное внимание было уделено фасадной стороне.
51.000 рублей было выделено на строительство особого зала для проведения заседаний Думы. К августу 1906 года было завершено строительство главного входа, вестибюля и зала для заседаний.
Главный садовник города - Васильев в 1904 году подготовил проект, по которому намечалось построить сад напротив здания исполнительной власти.
15 января 1904 года Ю. Гославский скончался и руководителем Строительной комиссии был назначен К. Скуревич. Здание Бакинской городской думы являлось последним по счёту произведением искусства зодчего Гославского.
Под руководством Иосифа Плошко на протяжении 1911-1912 годов строился боковой флигель для комнаты с водопроводным отделом.
Строительные камни, использовавшиеся для облицовки здания, были обработаны братьями Атаевыми (мастера Салман, Аслан, Искендер, Абузер, Эюб). 
К 1902 году строительство здания было фактически завершено, однако в январе 1903 года начались работы по покрытию крыши.

## Внешние ссылки
- Официальный сайт Исполнительной власти Баку
- Здание Исполнительной власти города Баку на фильме с дрона.